# Neal A. Maxwell

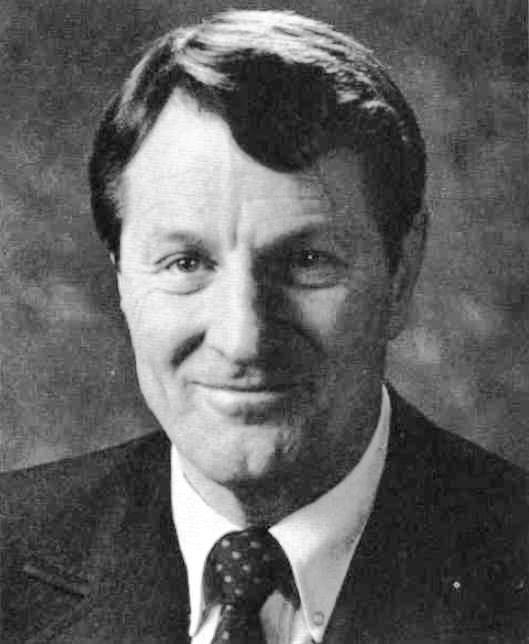
Neal A. Maxwell

Neal Ash Maxwell (* 6. Juli 1926 in Salt Lake City, Utah; † 21. Juli 2004 ebenda) war ein US-amerikanischer Gelehrter, Lehrer und Kirchenführer. Er war Mitglied im Kollegium der Zwölf Apostel der Kirche Jesu Christi der Heiligen der Letzten Tage von 1981 bis zu seinem Tod.

## Leben und Karriere
Neal Maxwell wurde in Salt Lake City geboren. Seine Eltern waren Clarence Maxwell und Emma Ash. Maxwell besuchte die Granite High School. Während des Zweiten Weltkriegs diente er in der Infanterie der Armee der Vereinigten Staaten (77. Division). Dort nahm er an der Schlacht von Okinawa teil. Nach dem Krieg fungierte er zwei Jahre als mormonischer Missionar in Kanada.
Während er an der University of Utah studierte, traf er Colleen Hinckley. Kurz danach ging er auf Mission. Nach der Mission verlobte er sich mit Colleen und die beiden heirateten im Salt-Lake-Tempel am 22. November 1950. Sie wurden die Eltern von vier Kindern und 24 Enkeln.
Maxwell bekam einen Bachelor- und einen Master-Abschluss von der University of Utah in Politikwissenschaft. In den Jahren 1952 bis 1956 arbeitete er in Washington, D.C., erst für die Regierung und danach als Assistent für den Senator Wallace F. Bennett.
Maxwell war Professor für Politikwissenschaft an der University of Utah. Er hatte auch viele administrative Aufgaben an der Universität.

## Kirchendienst
Von 1959 bis 1962 diente Maxwell als Bischof für die Universitätsgemeinde. Er war auch Mitglied im Beratergremium der jungen Männer und des Programms zur Ausarbeitung von Lehrmaterialien für die Kirche in den nächsten fünf Jahren.
Im Jahr 1969 wurde er als regionaler Botschafter der Zwölf Apostel berufen. Von 1970 bis 1974 war er der Chef des Church Educational System. Dieses bekam unter ihm seinen jetzigen Namen.
Maxwell wurde eine Generalautorität der Kirche im Jahre 1974. Er wurde Assistent des Kollegiums der Zwölf Apostel. Als diese Stelle 1976 abgeschafft wurde, wurde er Siebziger in der Kirche.
Maxwell wurde am 23. Juli 1981 von Nathan Eldon Tanner zum Apostel ordiniert, nachdem Gordon B. Hinckley ein Ratgeber in der Ersten Präsidentschaft geworden war. Er wurde als ein Mitglied im Kollegium der Zwölf Apostel am 3. Oktober 1981 bestätigt.
Wie alle Generautoritäten war auch Maxwell für die Entwicklung eines Pfahles der Kirche zuständig. Sein Pfahl war der Pfahl Aba (Nigeria), einer der ersten Pfähle, wo die Kirchenführung rein aus Afrikanern bestand.
Maxwell schrieb ungefähr 30 Bücher zum Thema Religion. Er war sehr bekannt für seinen großen Wortschatz und seine sprachliche Brillanz. Seine hoch alliterativen Reden waren eine Herausforderung für die Übersetzer. Die Übersetzer kategorisierten alle Reden während der Generalkonferenz in die Stufen eins bis fünf. Alle Reden waren auf den Stufen eins bis vier, nur die Rede von Maxwell war die einzige auf Stufe fünf.
Gordon B. Hinckley lobte sein sprachliches Talent bei seiner Beerdigung.
Maxwell bekam viele Ehrentitel während seiner Zeit als Apostel.

## Tod
Maxwell starb in Salt Lake City an Leukämie. Die Krankheit wurde bei ihm im Jahre 1996 diagnostiziert, acht Jahre vor seinem Tod. Er wurde am Friedhof von Salt Lake City begraben. Sein Platz im Kollegium der Zwölf Apostel wurde von Dieter F. Uchtdorf übernommen. Das Institut für religiöse Texte an der Brigham Young University wurde ihm zu Ehren in Neal A. Maxwell Institute for Religious Scholarship umbenannt. 

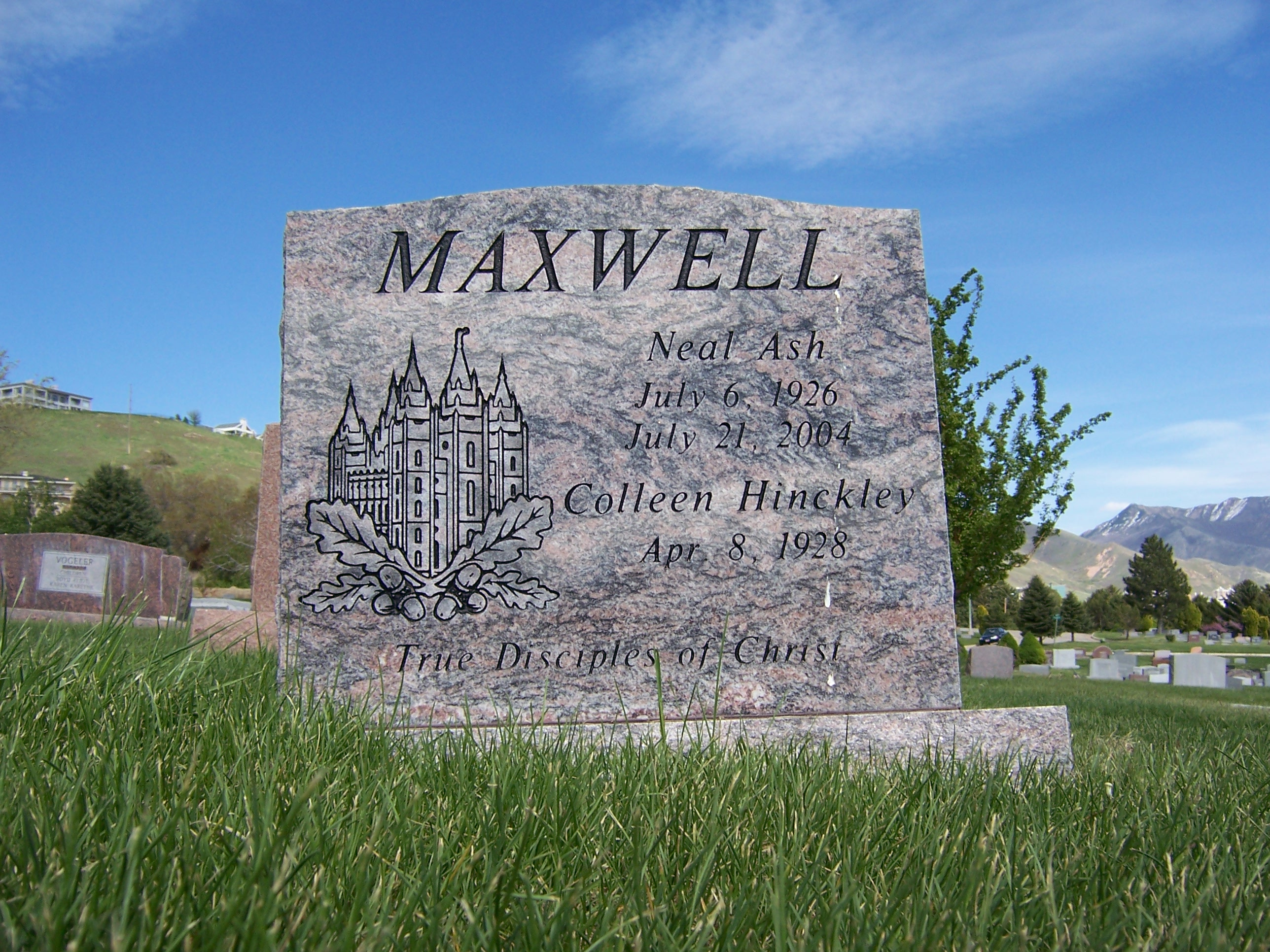
Grabstein von Neal Ash Maxwell

## Veröffentlichungen
- A More Excellent Way: Essays on Leadership for Latter-day Saints. Deseret Book Company, 1969.
- “For the power is in them…” Mormon Musings. Deseret Book Company, 1970, ISBN 0-87747-432-X.
- The Smallest Part. Deseret Book Company, 1973, ISBN 0-87747-505-9.
- That My Family Should Partake. Deseret Book Company, 1974, ISBN 0-87747-538-5.
- A time to Choose. Deseret Book Company, 1975, ISBN 0-87747-482-6.
- Of One Heart: The Glory of the City of Enoch. Deseret Book Company, 1975, ISBN 0-87747-604-7.
- Deposition of a Disciple. Deseret Book Company, 1976.
- Wherefore, Ye Must Press Forward. Deseret Book Company, 1977, ISBN 0-87747-685-3.
- Things as They Really Are. Deseret Book Company, 1978, ISBN 0-87747-730-2.
- Notwithstanding My Weakness. Deseret Book Company, 1981, ISBN 0-87747-855-4.
- We Will Prove Them Herewith. Deseret Book Company, 1982, ISBN 0-87747-912-7.
- Plain and Precious Things. Deseret Book Company, 1983, ISBN 0-87747-979-8.
- We Talk of Christ, We Rejoice in Christ. Deseret Book Company, 1984, ISBN 0-87747-762-0.
- Sermons Not Spoken. Bookcraft Publications, 1985, ISBN 0-88494-571-5.
- But For a Small Moment. Bookcraft Publications, 1986, ISBN 0-88494-585-5.
- Meek and Lowly. Bookcraft Publications, 1987, ISBN 0-87579-071-2.
- Wonderful Flood of Light. Bookcraft Publications, 1990, ISBN 0-88494-728-9.
- Of One Heart – Look Back At Sodom. Deseret Book, 1990, ISBN 978-0-87579-420-4.
- Men and Women of Christ. Bookcraft Publications, 1991, ISBN 0-88494-785-8.
- Even as I Am. Deseret Book Company, 1991, ISBN 0-87579-499-8.
- That Ye May Believe. Bookcraft Publications, 1992, ISBN 0-88494-843-9.
- Lord, Increase Our Faith. Bookcraft Publications, 1994, ISBN 0-88494-919-2.
- Women of Faith. Deseret Book Company, 1997, ISBN 1-57345-259-9.
- All These Things Shall Give Thee Experience. Deseret Book Company, 1998, ISBN 0-87579-613-3.
- The Collected Works of Neal A. Maxwell. Eagle Gate Publishers, 2000, ISBN 1-57345-896-1.
- Neal A. Maxwell Quote Book. Bookcraft Publications, 2001, ISBN 1-57008-325-8.
- The Promise of Discipleship. Deseret Book Company, 2001, ISBN 1-57345-983-6.
- If Thou Endure It Well. Bookcraft Publications, 2002, ISBN 1-57008-233-2.
- Not My Will, but Thine. Deseret Book Company, 2002, ISBN 0-88494-672-X.
- One More Strain of Praise. Deseret Book Company, 2002, ISBN 1-57008-679-6.
- The Precious Promise: A Message for Women. Deseret Book Company, 2003, ISBN 1-59038-167-X.
- Whom the Lord Loveth: The Journey of Discipleship. Deseret Book Company, 2003, ISBN 1-59038-206-4.
- Moving In His Majesty And Power. Deseret Book Company, 2004, ISBN 1-59038-393-1.

## Weitere Literatur
- Bruce C. Hafen: A Disciple’s Life: the Biography of Neal A. Maxwell. Deseret Book Company, Salt Lake City 2002, ISBN 978-1-57008-833-9.
- Elder Neal A. Maxwell, Assistant to the Council of the Twelve. In: Ensign. Mai 1974